# Молочні продукти

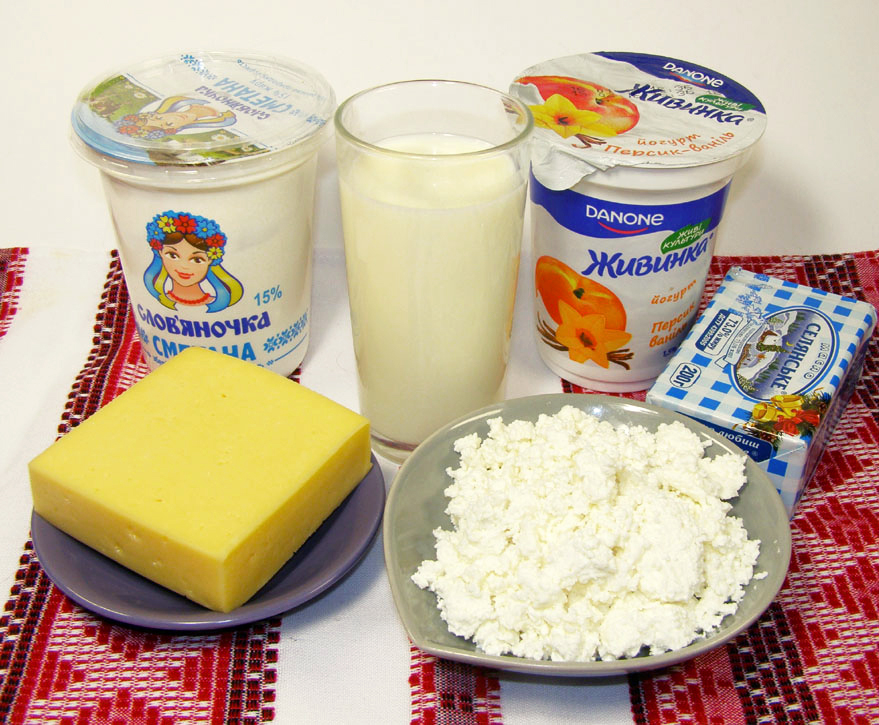
Молочні продукти українського виробництва

Молочні продукти, набі́л — харчі, що виробляються з молока. Переробка молока в харчі відбувається для надання особливих смакових якостей і підвищення стійкості до зберігання. Зазвичай використовують молоко сільськогосподарських тварин, насамперед корів, овець, верблюдів, яків та інших.

## Історія
Близько III тисячоліття до нашої ери молоко як напій вже було відомим. Мандрівники і селяни транспортували його в бурдюках з овечої шкури. При стрясанні молоко в бурдюках іноді збивалося в масло — до 2000 року до н. е. вже відомі перші технічні маслоробні пристосування (Аравійський півострів та Сирія). Масло довше зберігалося і було зручнішим для транспортування, ніж молоко. Приблизно тоді ж у Єгипті з'явився сир. Сироваріння швидко поширилося по Близькому Сходу та Європі.
До 16 століття людству була відома більшість з молочних продуктів, які зараз використовують.

## Відмова від молочних продуктів
Деякі групи людей свідомо відмовляються від вживання в їжу молочних продуктів з таких причин:
- Релігійні причини: деякі релігії не дозволяють своїм послідовникам вживати молочні продукти. Приміром, деякі теоретики джайнізму вводять заборону на молочні продукти, оскільки в процесі їхнього приготування над коровами вчиняється насильство.[4]
- Етичні причини: веганізм забороняє вживання молочних продуктів перш за все з причин етичного характеру.[5].
- Медичні причини: деякі дієтологи говорять про шкоду молочних продуктів не тільки для людей з індивідуальною непереносністю (непереносність лактози), але також і для всіх дорослих людей взагалі.[6]

## Споживання молока і молочних продуктів
Згідно з сучасними дієтичними рекомендаціями, для дорослої людини раціональна норма споживання молока і молочних продуктів складає 380 кг на рік. В Україні досить низький рівень споживання молочної продукції: 210-220 кг в рік на одну особу.

## Органічна молочна продукція
Попри те, що споживання неорганічного молока та молочної продукції демонструє негативну динаміку, споживання органічної молочної продукції у період з 2018 до 2020 років зросло на 15,6%.

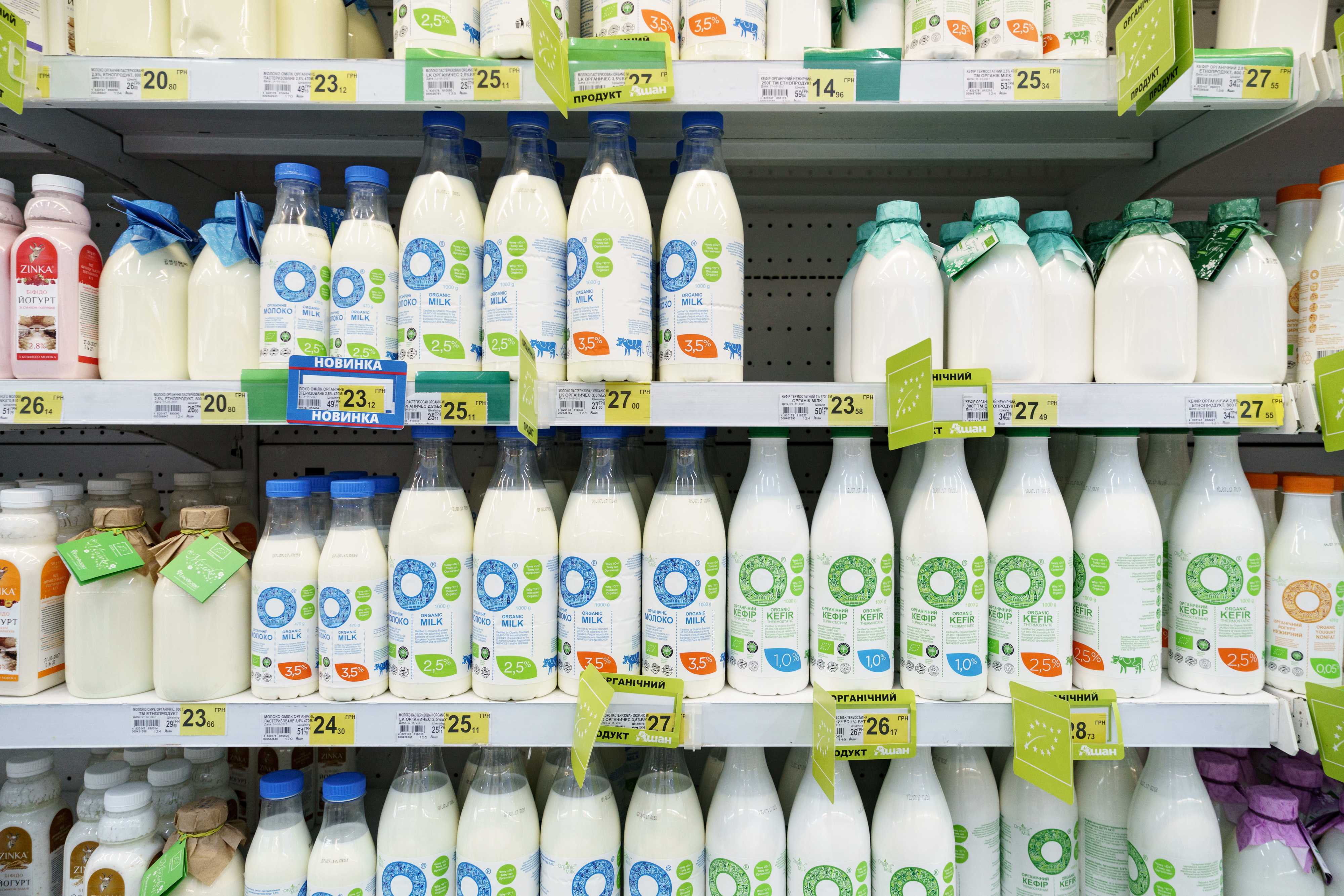
Органічна молочна продукція

Загальний обсяг реалізації органічної молочної продукції на внутрішньому ринку України у 2020 році склав більше 5085 тис. кг, що відповідає понад 420 млн грн. 2019 року обсяги становили 4640 тис. кг, що відповідає понад 320 млн грн. Тобто, у 2020 році обсяг реалізації органічної молочної продукції українського виробництва зріс на 9% у порівнянні з попереднім роком. Споживання органічної молочної продукції займає перше місце серед іншого асортименту органічних продуктів вже не перший рік та складає 59% ринку реалізації органічної продукції на внутрішньому ринку України у 2020 році.
Якщо аналізувати асортимент молочної органічної продукції, то він є майже незмінним з 2019 року. Лідерами продажу у 2020 році є молоко (більше 2628 тис. кг), кефір (більше 1049 тис. кг) та сир кисломолочний (більше 357 тис. кг). Це базові продукти щоденного раціону кожної людини, тому ще більш важливою та цінною є тенденція до приросту обсягів реалізації органічної молочної продукції на внутрішньому ринку України. Також серед асортименту є йогурти з фруктовими наповнювачами, масло, сметана, ряжанка, сири тверді та сири розсільні, напої кисломолочні в асортименті, маса сиркова солодка та вершки.
У 2019 році спостерігалось зменшення обсягу реалізації органічного масла — всього 15 тис. кг. Проте у 2020 році обсяг реалізації масла органічного повернувся до рівня 2018 року та навіть на 22% підвищився. 2020 року обсяг реалізації масла органічного українського виробництва склав 296 тис. кг, що відповідає 95 млн грн.
Основними виробниками органічної молочної продукції в Україні є оператори ТОВ «Органік Мілк», ПрАТ «Етнопродукт», ТОВ «Старий Порицьк». Кожен із виробників має досвід роботи з органічною продукцією вже більше 7 років.
Органічна молочна продукція реалізується не лише на внутрішньому ринку України, а також успішно експортується операторами органічного ринку. Оператор ТОВ «Органік Мілк» є активним експортером молочної органічної продукції.
Задля підвищення рівня обізнаності споживачів щодо органічних продуктів в Україні з червня до серпня 2021 року тривала перша комунікаційна кампанія [Архівовано 10 лютого 2022 у Wayback Machine.] в онлайн форматі. Головними тезами органічної комунікаційної кампанії стали: «Органічним сертифікованим продуктам нема чого приховувати» та «Не все органічне, що під нього маскується». Саме вони відображають настрої та запити споживачів. Кампанія впроваджувалась Органічною ініціативою [Архівовано 10 лютого 2022 у Wayback Machine.], яка об’єднує ключових учасників органічного сектору.  